# Стефан Лазаревић (кошаркаш)
Стефан Лазаревић (Београд, 20. август 1996) српски је кошаркаш. Игра на позицијама бека и крила, а тренутно наступа за Билбао.

## Каријера

### Клупска
Лазаревић је поникао у млађим категоријама Црвене звезде. Био је капитен генерације црвено-белих која је 2014. у Милану освојила јуниорску Евролигу. Први наступ за сениорски тим Црвене звезде забележио је 8. марта 2014, на мечу који су црвено-бели играли против Крке у Јадранској лиги. У августу 2014. потписао је четворогодишњи уговор са Звездом, али је одмах прослеђен на позајмицу ФМП-у. Дана 13. септембра 2017. потписао је нови четворогодишњи уговор са Црвеном звездом и тада је званично прикључен њеном првом тиму. Лазаревић је на почетку сезоне 2017/18. наступио за Црвену звезду на шест мечева АБА лиге као и на четири меча у Евролиги, након чега је 14. децембра 2017. поново послат на позајмицу у ФМП. У фебруару 2018, на утакмици коју је ФМП играо против Црвене звезде на турниру Купа Радивоја Кораћа, Лазаревић је доживео тешку повреду. Због те повреде је пропустио остатак сезоне 2017/18, као и целу сезону 2018/19. Након 21 месеца паузе, Лазаревић је 20. децембра 2019. поново заиграо у дресу ФМП-а када је у Железнику савладана Крка (84:81) у 12. колу Јадранске лиге.
Трећег јула 2021. године вратио се у Црвену звезду. Од септембра 2024. поново је играч ФМП-а.

### Репрезентативна
Прошао је кроз млађе категорије репрезентације Србије. Са кадетима је 2013. године на Европском првенству освојио бронзану медаљу. Са јуниорском селекцијом окитио се сребрном медаљом на Европском првенству 2014. године.
Добио је позив за мечеве сениорске репрезентације Србије у квалификацијама за одлазак на Европско првенство 2025. године.

## Успеси

### Клупски
- Црвена звезда:
  - Јадранска лига (2): 2021/22, 2023/24.
  - Првенство Србије (3): 2021/22, 2022/23, 2023/24.
  - Куп Радивоја Кораћа (3): 2022, 2023, 2024.
  - Јуниорски турнир Евролиге (1): 2014.

### Репрезентативни
- Европско првенство до 16 година:  2013.
- Европско првенство до 18 година:  2014.